# Stan Dewulf
Stan Dewulf (Stavele, 20 dicembre 1997) è un ciclista su strada belga che corre per la Decathlon AG2R La Mondiale Team; è professionista dal 2019.

## Palmarès

### Strada
- 2014 (Juniores)

Classifica generale Keizer der Juniores
- 2018 (Lotto-Soudal U23, tre vittorie)

3ª tappa, 1ª semitappa Triptyque des Monts et Châteaux (Frasnes-lez-Anvaing, cronometro)
3ª tappa, 2ª semitappa Triptyque des Monts et Châteaux (Castello di Moulbaix > Frasnes-lez-Anvaing)
Paris-Roubaix Espoirs
- 2021 (AG2R Citroën Team, una vittoria)

Boucles de l'Aulne

#### Altri successi
- 2018 (Lotto-Soudal U23)

Classifica giovani Tour de Bretagne
1ª tappa Okolo Jižních Čech (Jindřichův Hradec, cronometro a squadre)
Classifica giovani Okolo Jižních Čech
- 2022 (AG2R Citroën Team)

Ruddervoorde Koerse

## Piazzamenti

### Grandi Giri
- Tour de France

2022: 64º
2023: 81º
2025: 111º
- Vuelta a España

2020: 70º
2021: 65º

### Classiche monumento
- Milano-Sanremo

2021: 89º
2023: 66º
- Giro delle Fiandre

2020: ritirato
2021: 50º
2022: 99º
2023: 48º
- Parigi-Roubaix

2019: 78º
2021: 58º
2022: ritirato
2023: 104º
- Liegi-Bastogne-Liegi

2020: 88º

### Competizioni mondiali
- Campionati del mondo

Richmond 2015 - Cronometro Junior: 17º
Richmond 2015 - In linea Junior: 68º
Bergen 2017 - In linea Under-23: 32º
Yorkshire 2019 - In linea Under-23: 11º
Wollongong 2022 - In linea Elite: 98º

### Competizioni europee
- Campionati europei

Tartu 2015 - Cronometro Junior: 22º
Tartu 2015 - In linea Junior: 2º
Herning 2017 - Cronometro Under-23: 32º
Herning 2017 - In linea Under-23: 107º
Alkmaar 2019 - In linea Under-23: 38º
Trento 2021 - In linea Elite: 11º